# 곽정아
곽정아(1989년 ~ )는 대한민국의 채널A의 기자이다.  2015년 10월 17일 같은 채널A 소속 앵커 김진과 결혼했고, 2017년 뉴스A에서 하차, 현재 무기한 휴직 상태에 있다. 2018년 10월 25일, 결혼 3년만에 아들 김찬을 득남했고 현재 휴직중이다.

## 학력
- 2008년 ~ 2012년 : 서강대학교 신문방송학과 학사(2008학번)

## 경력
- 채널A 기자
- 현재 휴직중